# Senza rete (spettacolo teatrale)
Senza rete era uno spettacolo teatrale di rivista del 1954, la cui regia era di Carlo Alberto Chiesa e Vito Molinari.
Gli interpreti erano Paolo Panelli, Alberto Bonucci (coautore dello spettacolo con Panelli) e Francesco Mulè.
Lo spettacolo fu trasmesso in televisione sul Programma Nazionale il 30 ottobre 1954.